# Союз ТМА-16
Союз ТМА-16 е пилотиран космически кораб от модификацията „Союз ТМА“, полет 20S към МКС, 126-и полет по програма „Союз“. Чрез него е доставена в орбита двадесета основна експедиция и е 50-и пилотиран полет към „МКС“.

## Екипаж

### При старта

#### Основен
Двадесета основна експедиция на МКС
- Максим Сураев (1) – командир
- Джефри Уилямс (3) – бординженер-1
- Ги Лалиберте (1) – космически турист

#### Дублиращ
- Александър Скворцов – командир
- Шанън Уокър – бординженер-1
- Барбара Барет – космически турист

#### При приземяването
- Максим Сураев – командир
- Джефри Уилямс – бординженер-1

## Най-важното от мисията
Екипажът на Двадесет и първа основна експедиция пристига успешно на борда на МКС на 2 октомври и се присъединява към „Експедиция-20“.
Екипажът провежда различни научни изследвания в областта на медицината, физиката, посреща и разтоварва товарният космически кораб „Прогрес М-03М“ и модифицирания Прогрес М-МИМ2 („Поиск“).
На 16 ноември 2009 г. стартира и два дни по-късно се скачва със станцията совалката „Атлантис“, мисия STS-129. Съвместният им полет продължава над 6 денонощия. С нея се приземява астронавтката Никол Стот от „Експедиция-19/20“.
След около двумесечен съвместен полет, екипажът на „Експедиция-20“ се завръща успешно на Земята на 1 декември на борда на „Союз ТМА-15“.
На 20 декември е изстрелян, а на 22 декември се скачва с МКС космическият кораб Союз ТМА-17 с екипажа на „Експедиция-22“. Съвместният им полет е с продължителност от около 3 месеца.
На 14 януари М. Сураев и О. Котов извършват излизане в открития космос за монтаж на антени на системата за скачване на модула Поиск и други задачи.

### Космически разходки
| № | Участници                | Начало                   | Край                     | Продължителност    |
| - | ------------------------ | ------------------------ | ------------------------ | ------------------ |
| 1 | Олег Котов Максим Сураев | 14 януари 2010 10:05 UTC | 14 януари 2010 15:49 UTC | 5 часа и 44 минути |

На 8 февруари 2010 г. стартира и два дни по-късно се скачва със станцията совалката „Индевър“, мисия STS-130. Тя доставя в орбита модула „Транквилити“ и обсерваторията „Купола“. Остават скачени почти 10 денонощия с МКС.
На 18 март екипажът на „Експедиция-21“ се приземява успешно на борда на кораба „Союз ТМА-16“.
- Транспортирането на „Союз ТМА-16“ до стартовата площадка
- Стартът на „Союз ТМА-16“
- „Союз ТМА-16“ приближава МКС